# Mark Wills (album)
Mark Wills è il primo ed eponimo album in studio del cantante statunitense Mark Wills, pubblicato nel 1996.

## Tracce
1. High Low and In Between – 3:16 (Harley Campbell, David Kent)
2. Jacob's Ladder – 3:05 (Brenda Sweat, Cal Sweat, Tony Martin)
3. What's Not to Love – 3:29 (Trey Bruce, Max T. Barnes)
4. Any Fool Can Say Goodbye – 3:02 (Tim Mensy, Gary Harrison)
5. Ace of Hearts – 3:02 (Lonnie Wilson, Carson Chamberlain, Ron Moore)
6. Leavin' Comin' On – 3:42 (Skip Ewing, Jerry Kilgore)
7. Sudden Stop – 2:28 (Pat Bunch, Doug Johnson)
8. I Wonder If He Knows – 3:19 (Mensy, Roger Springer)
9. Places I've Never Been – 3:25 (Aimee Mayo, Reese Wilson, Martin)
10. Squeeze Box – 3:35 (Monty Criswell, Michael White)
11. What Love Is – 2:58 (Karen Taylor-Good, Roberta Schiller)
12. Look Where She Is Today – 3:24 (Billy Spencer, Ed Hill)